# Lijst van voetbalinterlands Pakistan - Taiwan
Deze lijst van voetbalinterlands is een overzicht van alle officiële voetbalwedstrijden tussen de nationale teams van Pakistan en Taiwan (Chinees Taipei). De landen hebben tot op heden vijf keer tegen elkaar gespeeld. De eerste ontmoeting, een wedstrijd tijdens de Aziatische Spelen 1958, werd gespeeld in Tokio (Japan) op 27 mei 1958. De laatste confrontatie, een vriendschappelijke wedstrijd, was op 13 oktober 2013 in Bacolod (Filipijnen).

## Wedstrijden
| № | Plaats        | Datum           | Competitie                          | Wedstrijd                 | Uitslag |
| - | ------------- | --------------- | ----------------------------------- | ------------------------- | ------- |
| 1 | Tokio         | 27 mei 1958     | Aziatische Spelen 1958              | Taiwan − Pakistan         | 3 − 1   |
| 2 | Taipei        | 2 april 2008    | AFC Challenge Cup 2008 kwalificatie | Chinees Taipei − Pakistan | 1 − 2   |
| 3 | Colombo       | 4 april 2009    | AFC Challenge Cup 2010 kwalificatie | Pakistan − Chinees Taipei | 1 − 1   |
| 4 | Petaling Jaya | 25 maart 2011   | AFC Challenge Cup 2012 kwalificatie | Pakistan − Chinees Taipei | 2 − 0   |
| 5 | Bacolod       | 13 oktober 2013 | Vriendschappelijk                   | Chinees Taipei − Pakistan | 0 − 1   |

## Samenvatting
| Competitie                     | Totaal gespeeld | Winst Pakistan | Gelijk | Winst Chinees Taipei | Doelsaldo Pakistan – Chinees Taipei |
| ------------------------------ | --------------- | -------------- | ------ | -------------------- | ----------------------------------- |
| AFC Challenge Cup-kwalificatie | 3               | 2              | 1      | 0                    | 5 − 2                               |
| Aziatische Spelen              | 1               | 0              | 0      | 1                    | 1 − 3                               |
| Vriendschappelijk              | 1               | 1              | 0      | 0                    | 1 − 0                               |
| Totaal                         | 5               | 3              | 1      | 1                    | 7 − 5                               |

PFF · A-Internationals · Olympisch elftal · Pakistaans vrouwenelftal
1950 – 1959 · 
1960 – 1969 · 
1970 – 1979 · 
1980 – 1989 · 
1990 – 1999 · 
2000 – 2009 · 
2010 – 2019 ·
2020 − 2029
Afghanistan ·
Bahrein ·
Bangladesh ·
Bhutan ·
Brunei ·
Cambodja ·
China ·
Djibouti ·
Filipijnen ·
Guam ·
India ·
Indonesië ·
Irak ·
Iran ·
Israël ·
Japan ·
Jemen ·
Jordanië ·
Kazachstan ·
Kenia ·
Kirgizië ·
Koeweit ·
Libanon ·
Macau ·
Malediven ·
Maleisië ·
Mauritius ·
Myanmar ·
Nepal ·
Noord-Korea ·
Oman ·
Palestina ·
Qatar ·
Saoedi-Arabië ·
Singapore ·
Sri Lanka ·
Syrië ·
Tadzjikistan ·
Taiwan ·
Thailand ·
Turkije ·
Turkmenistan ·
Verenigde Arabische Emiraten ·
Zuid-Korea ·
Zuid-Vietnam
CTFA ·
Bondscoaches ·
vrouwenvoetbalelftal ·
Topscorers
Afghanistan ·
Australië ·
Bahrein ·
Bangladesh ·
Brunei ·
Cambodja ·
Fiji ·
Filipijnen ·
Grenada ·
Guam ·
Hongkong ·
India ·
Indonesië ·
Irak ·
Iran ·
Israël ·
Japan ·
Jordanië ·
Kenia ·
Kirgizië ·
Koeweit ·
Laos ·
Macau ·
Maleisië ·
Mongolië ·
Myanmar ·
Nepal ·
Nieuw-Zeeland ·
Noord-Korea ·
Oezbekistan ·
Oman ·
Oost-Timor ·
Pakistan ·
Palestina ·
Panama ·
Saint Kitts en Nevis ·
Salomonseilanden ·
Saoedi-Arabië ·
Singapore ·
Sri Lanka ·
Syrië ·
Thailand ·
Trinidad en Tobago ·
Turkmenistan ·
Vietnam ·
Zuid-Korea ·
Zuid-Vietnam